# 水樹璃子
水樹 璃子（みずき りこ、1998年9月20日 - ）は、日本のAV女優。マインズ所属。

## 略歴
2018年9月、SODクリエイトの「キミホレ」レーベル専属女優としてAVデビュー。キャッチコピーはそのままタイトルにもなっている「ミネラル天然美少女」。
2019年より専属を離れ企画単体女優となった。

## 人物
山梨県出身。167cmの高身長。
11才まで山形県の寒河江市という広大な大地のもとで育ち、その後上京した。
趣味はスポーツ、料理、文章を書くこと（硬筆資格あり）。高校時代は陸上・短距離選手だった。体育会系だったので、どこでも着替えたりする経験から人前で裸になることに抵抗はなかったが、カメラが回った途端緊張したという。
高校2年の時に初めて付き合った同級生の彼氏と初体験。デビュー前の経験人数は初めての彼氏一人だけ。
AV出演の動機は、自分を変えたかったからで自ら応募した。

## 出演作品

### アダルトDVD
2018年
- おいしい水が湧き出る自然豊かな田舎から上京 そんなウブな君に惚れた ミネラル天然美少女 水樹璃子 AVデビュー（9月6日、SODクリエイト）
- 膣奥をじっくり刺激されビックンビックン! 超低速スローピストンで初イキ（10月11日、SODクリエイト）
- ほろ酔いナイトクルージング IN TOKYO 体の芯からトロトロにとろける 本能むきだし濃密SEX（11月8日、SODクリエイト）
- 「もっともっと女として成長したい…!」 上京娘が汗を流しながら猛特訓!ひたむきに腰を振り続ける ぶきっちょ騎乗位ピストン（12月6日、SODクリエイト）

2019年
- 魅惑のおっぱい奴隷 09 性奴隷として調教した女達の巨乳を揉んで揺らして味わい尽くす。（1月18日、MAD）共演:倉多まお
- 顔出し!美人妻限定 ザ・マジックミラー 清楚な奥様がデカ尻丸出しで腰振り騎乗位エクササイズに挑戦! 旦那よりも大きいデカチンの登場に欲求不満マ○コは疼きだす! 我を忘れた人妻が肉厚杭打ちピストンで汗だく本気イキ! イキ回数合計62回! in池袋（1月19日、ディープス）他出演:5名
- 鬼畜店長の映像ファイルが流出!! 閉店後の店内で謂れ無い疑いをかけられた巨乳従業員へ店長の立ち場を利用して胸糞レイプ!!その一部始終の記録!! 2（2月8日、SCOOP）他出演:川口ともか、笹倉杏
- 美人女子大生が妊活夫婦の採精オナニーお手伝い体験! おかずの若い女性にはフル勃起する旦那と嫉妬にゆがむ三十路妻。 それを見てなぜかパンティ濡れちゃう素人お嬢さん。 妻の前でち●ぽこしゃぶりたおしてそのまま寝取りSEXまでしてもらいました!（2月8日、赤面女子）他出演:滝沢ななお、桜庭ひかり、朝香ひなた
- ガチナンパ! 東京町田市産直! 女子大生にいきなりデカチン即ハメ! 質問に答える暇もなくノンストップ突きまくり! 3Pあり!顔射あり!中出しあり! 合計159イキ!（2月15日、ナンパーズ）他出演:高梨りの、矢野乃々華、永井れいな、千夏麗
- 毎朝見かけるニーハイ太ももパンチラ女子○生が可愛くてチ○ポ硬くしてたら、「おにいさんのスケベ。」とほっぺを膨らませて怒り顔。でもすぐにウルウルした目で僕を見つめてくる、ツンフワ小悪魔だった。 5（2月21日、SWITCH）
- 生中出し巨乳制服美少女 Vol.006（2月22日、BAZOOKA）他出演:阿由葉あみ、一宮みかり、山本麻衣　※販売中止
- 禁欲女×絶倫男 ナマで覚醒! 本能剥き出し真正中出し解禁!!（2月25日、本中）
- 朝から晩まで我を忘れて求め合う中出し性交（3月7日、マドンナ）
- 無許可 ナマ中出しナンパ 卒業コンパ帰りのJD4人に許可をとらずにザーメン大量注入!（3月8日、S級素人）他出演:夢咲ひなみ ほか
- 恥辱の抵当妻（3月13日、オーロラプロジェクト・アネックス）
- 夫の親友に犯され感じてしまった私…（3月13日、溜池ゴロー）
- 欲情日和（3月13日、S-Cute）他出演:佐々木あき、初乃ふみか、新川優里
- 純真無垢な人妻さん 使い放題 CASE.001 天然系Gカップ璃子さん(仮名)25歳の場合（3月22日、ONEZ）※「璃子」名義
- 就職活動女子大生 生中出し面接 Vol.004（3月22日、S級素人）他出演:3名
- 素人ナースの皆さん! 大きなおっぱいを童貞君にちゅーちゅー吸わせてもらえませんか? ママみたいな優しさに包まれて童貞ち●ぽフル勃起! 母のお股に抜かずの連続生中出しでずーと合体しっぱなしSEX（3月23日、赤面女子）他出演:桜庭ひかり、滝沢ななお、朝香ひなた
- 隣人からの恥辱調教 新婚の若妻は輩達の毒牙に蝕まれ…連日のように夫への純潔を踏みにじられる… (3月25日、オーロラプロジェクト・アネックス)
- 体育会系女子の本気のSEX!(3月30日、エロタイム )
- 元部活少女は枯れ専女子 水泳で鍛え上げられた体は今や全身性感帯 (4月11日、AKNR)
- 汗だくパーソナルトレーナーマッスル生中出しSEX 水樹璃子 Vol.001（5月11日、宇宙企画）

### VR
- 自然豊かな田舎から上京したGカップ天然ミネラル美少女 水樹璃子 初VR（2018年12月6日、SODクリエイト）
- 劇的高画質 【2発射】 水樹璃子 胸・下着チラリズムからエスカレートする隣のお姉さん! (2019年3月2日、ブイワンVR)
- 劇的高画質 【3発射】 制服美少女！玄関開けたらキス～即尺フェラ～即挿入！即射精！中出し×3(2019年4月6日、ブイワンVR)

### イメージビデオ
- Riko 瑠璃色グラマラス・水樹璃子（2019年4月18日、REbecca）

## 雑誌
- エキサイティングマックス! 2018年12月号（ぶんか社） - グラビア「#みっかい」

## その他
- さすらい温泉♨遠藤憲一（テレビ東京） - 番組ポスター「衝撃のプレミアムver.」の撮影に参加[9]